# Wilhelm von Giesebrecht

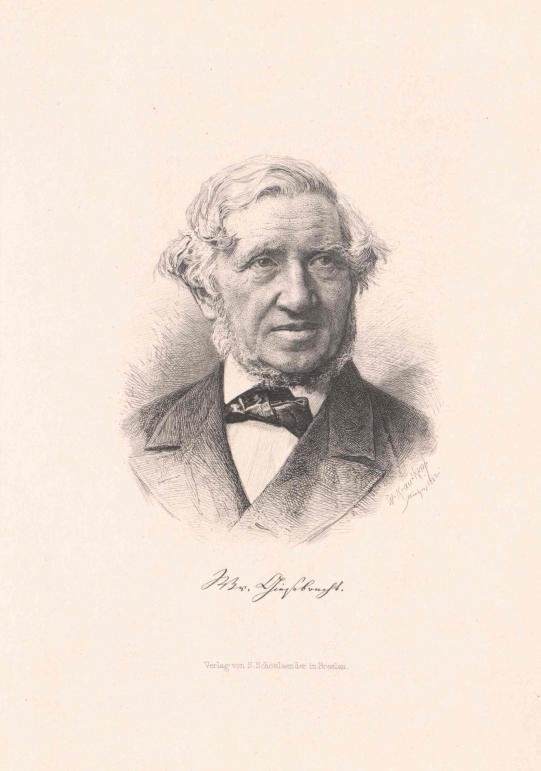
W.v.Giesebrecht, Stich von Wilhelm Krauskopf

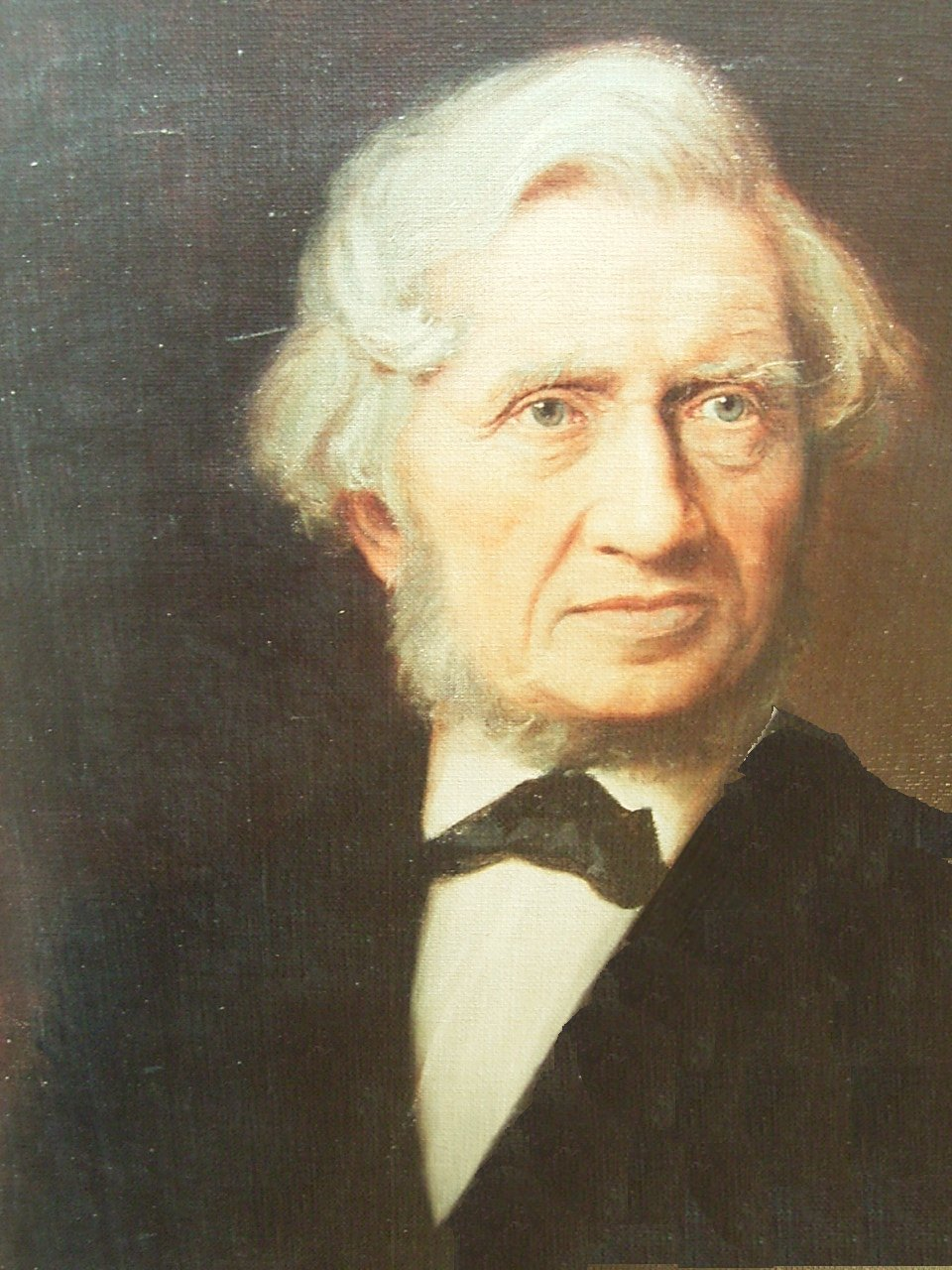
Wilhelm von Giesebrecht

Friedrich Wilhelm Benjamin Giesebrecht, ab 1865 von Giesebrecht (* 5. März 1814 in Berlin; † 18. Dezember 1889 in München) war ein deutscher Historiker.

## Leben
Wilhelm Giesebrecht, ein Enkel des Pastors Benjamin Giesebrecht (1741–1827) aus Mirow, wurde als Sohn des Gymnasialprofessors Carl Giesebrecht (1782–1832) geboren. Er besuchte in Berlin das Joachimsthaler Gymnasium und widmete sich anfangs philologischen, später durch Leopold Rankes geschichtliche Vorträge angeregt, historischen Studien. Er schloss sich der Historischen Gesellschaft Rankes an und lieferte zu den von derselben unter Rankes Leitung herausgegebenen Jahrbüchern der Geschichte Deutschlands unter den sächsischen Kaisern die Geschichte Ottos II.
Als erste selbständige Arbeit erschien die Wiederherstellung der verlorenen, aber in einer großen Anzahl Stellen der übrigen mittelalterlichen Geschichtsschreiber bruchstückweise vorhandenen Jahrbücher des Klosters Altaich (Annales Altahenses). Die Wiederauffindung der Altaicher Annalen im Jahre 1870 in dem Nachlass des Johannes Aventinus durch Freiherrn Edmund von Oefele (Monumenta Germaniae Historica, Scriptores, Bd. 20, S. 772 ff.; übersetzt von Weiland, Berlin 1871) bestätigte Giesebrechts Rekonstruktion.
Inzwischen war er zum Oberlehrer des Joachimsthalschen Gymnasiums ernannt worden. Als Früchte eines längeren Aufenthalts in Italien erschienen die Abhandlung De litterarum studio apud Italos medii aevi (Berlin 1845) und mehrere gründliche Aufsätze über die Echtheit und Glaubwürdigkeit der mittelalterlichen Lebensbeschreibungen der Päpste. Eine Übersetzung der fränkischen Geschichte des Bischofs Gregor von Tours lieferte er 1851. Ab 1855 wirkte Giesebrecht im Gelehrtenausschuss des Germanischen Nationalmuseums Nürnberg für das Fach: Kaiser- und Reichsgeschichte vom 10. bis 13. Jahrhundert.
Nach mehr als zwanzigjährigen Vorarbeiten schritt er an die Ausarbeitung seines Hauptwerkes, der Geschichte der deutschen Kaiserzeit (Braunschweig 1855 ff), die mit dem 1880 erschienenen 5. Band bis zum Jahr 1164 gelangt war, während die zwei ersten Bände bereits die 5. Auflage erlebt hatten. Vor allem der erste, 1855 erschienene Band fand durch seine publikumswirksame Erzählweise und durch gründliche Forschung allgemeinen Beifall. Auch die weiteren Bände zeichnen sich durch gewissenhafte Analyse der Quellen und geistvolle Charakteristiken aus, wenn sie auch manchmal zu sehr ins Detail gehen und statt eines eigenen Standpunkts einfach die verschiedenen Auffassungen über Streitfragen wiedergeben.
Giesebrecht wurde 1857 als ordentlicher Professor der Geschichte an die Universität Königsberg berufen und erhielt den zur Jubelfeier des Verduner Vertrags gestifteten Preis. 1862 folgte er nach Heinrich von Sybels Abgang einem Ruf als Professor der Geschichte nach München und wurde dort zum beständigen Sekretär der Historischen Kommission ernannt und durch Verleihung des Verdienstordens der Bayerischen Krone 1865 in den Adelsstand versetzt. Eine Sammlung akademischer Festreden erschien unter dem Titel Deutsche Reden (Leipzig 1871). 1874 übernahm er die Leitung der früher von Arnold Heeren und Friedrich August Ukert begonnenen Europäischen Staatengeschichte für den Verlag von F. A. Perthes in Gotha.

## Ehrungen
1859 erhielt er den Verdunpreis und 1865 den Bayerischen Maximiliansorden. Zu Ehren des Historikers trägt seit 1904 die Berliner Giesebrechtstraße seinen Namen.
Die Straße verläuft in Charlottenburg vom Kurfürstendamm am Olivaer Platz bis zur Wilmersdorfer Straße; in der Umgebung sind auch andere Straßen nach Historikern benannt worden, so nach Ranke, Sybel und Mommsen.

## Schriften (Auswahl)

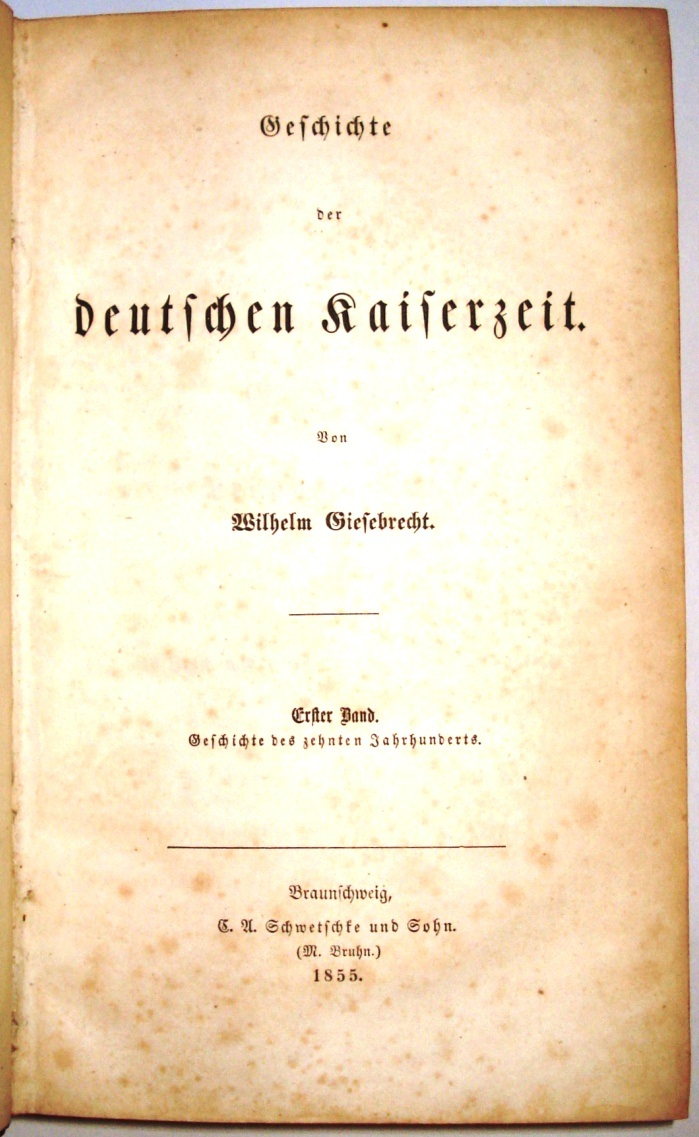
Titelblatt der Erstausgabe der Geschichte der deutschen Kaiserzeit (Band 1, Braunschweig 1855) von Wilhelm Giesebrecht

- Jahrbücher des Deutschen Reichs unter der Herrschaft Kaiser Ottos II. 3 Bände, Berlin 1840.
- Annales Altahenses. Berlin 1841.
- Römische Mittheilungen zur Geschichte des Wendenlandes. Ein Brief. In: Baltische Studien. Band 11, Heft 1, Stettin 1845, S. 1–21 (Digitalisat, Google); Nachtrag (Digitalisat, Google).
- Geschichte der deutschen Kaiserzeit.
  - 1. Band: Geschichte des zehnten Jahrhunderts. Braunschweig 1855 (Digitalisat, Google); 2. Auflage, 1. Band: Gründung des Kaisertums. Braunschweig 1860 (Digitalisat, Google).
  - 2. Band: Blüthe des Kaiserthums. Braunschweig 1857 (Digitalisat, Google).
  - 3. Band: Das Kaiserthum im Kampfe mit dem Papstthum (Digitalisat),
    - 1. Teil: Erhebung des Papstthums. Braunschweig 1862 (Digitalisat, Google).
    - 2. Teil: Heinrich V. Quellen und Beweise. Braunschweig 1865; 3. Auflage 1869 (Digitalisat, Google).

  - 4. Band: Staufer und Welfen. Braunschweig 1872–1874; 2. Auflage 1877 (Digitalisat).
  - 5. Band: Die Zeit Kaiser Friedrichs des Rothbarts. Braunschweig 1880 (Digitalisat)
    - 1. Abteilung: Neuer Aufschwung des Kaiserthums unter Friedrich I.
    - 2. Abteilung: Friedrichs I. Kämpfe gegen Alexander III., den Lombardenbund und Heinrich den Löwen.

  - 6. Band: Die letzten Zeiten Kaiser Friedrichs des Rothbarts. Nebst Anmerkungen und Register zu Band 5 und 6, hrsg. u. fortges. von B. von Simson. Leipzig 1895 (Digitalisat).
- Karl der Große. Leipzig 1885.